# Alessandro Farina
Alessandro Farina (ur. 16 maja 1976 roku w Parmie) – włoski siatkarz, reprezentant kraju, grający na pozycji libero. W kadrze narodowej zadebiutował w 1999 roku.

## Sukcesy klubowe
Puchar Europy Mistrzów Klubowych:
- 1999, 2000
- 1994

Puchar CEV:
- 1995, 2003, 2011

Superpuchar Włoch:
- 1998, 2000, 2001, 2003, 2004, 2005, 2007

Mistrzostwo Włoch:
- 1999, 2001, 2003, 2004, 2005, 2007
- 2002, 2006

Superpuchar Europy:
- 1999
- 2000

Puchar Włoch:
- 2000, 2004, 2005, 2007

Liga Mistrzów:
- 2006
- 2001

## Sukcesy reprezentacyjne
Liga Światowa:
- 2001

Igrzyska Śródziemnomorskie:
- 2001

## Nagrody indywidualne
- 2008: Najlepszy libero Ligi Mistrzów